# Dagmar Salén
Dagmar Salén (nacida como Dagmar Mörner; Örebro, 22 de mayo de 1901-Estocolmo, 20 de diciembre de 1980) fue una deportista sueca que compitió en vela en la clase 6 Metre. Participó en los Juegos Olímpicos de Berlín 1936, obteniendo una medalla de bronce en la clase 6 Metre.

## Palmarés internacional
| Juegos Olímpicos | Juegos Olímpicos  | Juegos Olímpicos  | Juegos Olímpicos |
| Año              | Lugar             | Medalla           | Clase            |
| ---------------- | ----------------- | ----------------- | ---------------- |
| 1936             | Berlín (Alemania) | Medalla de bronce | 6 Metre          |